# Llista de masies del Vallès Oriental - vessant litoral
Llista de masies i altres construccions relacionades de la part del vessant de la Serralada Litoral de la comarca del Vallès Oriental (municipis de Martorelles, Montornès del Vallès, la Roca del Vallès, Sant Fost de Campsentelles, Santa Maria de Martorelles, Vallromanes i Vilanova del Vallès) ordenades per municipi.
Informació actualitzada per un bot. Els canvis manuals es perdran quan s'actualitzi!
| imatge | Nom                                        | instància de                                                         | Municipi                   | Elevació s.n.m. en m | estat de conservació | coordenades | Protecció                                            | Commons (més fotos)                                              | WD                            |
| ------ | ------------------------------------------ | -------------------------------------------------------------------- | -------------------------- | -------------------- | -------------------- | --- | ---------------------------------------------------- | ---------------------------------------------------------------- | ----------------------------- |
|        | Ca l'Alzina                                | masia                                                                | la Roca del Vallès         |                      |                      | 41° 35′ 37″ N, 2° 21′ 24″ E / 41.5935776825036°N,2.35675247803078°E                                                        |                                                      |                                                                  | Modifica les dades a Wikidata |
|        | Ca l'Amat                                  | masia                                                                | la Roca del Vallès         |                      |                      | 41° 35′ 39″ N, 2° 21′ 16″ E / 41.5941688282191°N,2.3545508474009°E                                                         |                                                      |                                                                  | Modifica les dades a Wikidata |
|        | Ca l'Argent                                | masia                                                                | la Roca del Vallès         |                      |                      | 41° 34′ 19″ N, 2° 20′ 18″ E / 41.5718111692945°N,2.33841288732851°E                                                        | bé cultural d'interès local                          |                                                                  | Modifica les dades a Wikidata |
|        | Ca l'Esquerrà                              | masia                                                                | la Roca del Vallès         |                      |                      | 41° 35′ 50″ N, 2° 21′ 28″ E / 41.5972°N,2.35783°E                                                                          |                                                      |                                                                  | Modifica les dades a Wikidata |
|        | Ca n'Eres Vell                             | masia                                                                | la Roca del Vallès         |                      |                      | 41° 37′ 26″ N, 2° 20′ 44″ E / 41.62387°N,2.34551°E                                                                         | bé integrant del patrimoni cultural català           |                                                                  | Modifica les dades a Wikidata |
|        | Ca n'Oriac                                 | masia                                                                | la Roca del Vallès         |                      |                      | 41° 37′ 21″ N, 2° 20′ 24″ E / 41.62255°N,2.33997°E                                                                         |                                                      |                                                                  | Modifica les dades a Wikidata |
|        | Cal Mima                                   | masia                                                                | la Roca del Vallès         |                      |                      | 41° 36′ 13″ N, 2° 21′ 21″ E / 41.6035166781796°N,2.3558617470163°E                                                         |                                                      |                                                                  | Modifica les dades a Wikidata |
|        | Cal Pastor                                 | masia                                                                | la Roca del Vallès         |                      |                      | 41° 35′ 27″ N, 2° 21′ 07″ E / 41.5908401103558°N,2.35205241239239°E                                                        |                                                      |                                                                  | Modifica les dades a Wikidata |
|        | Cal Rajoler                                | masia                                                                | la Roca del Vallès         |                      |                      | 41° 34′ 48″ N, 2° 19′ 33″ E / 41.58003°N,2.32595°E                                                                         |                                                      |                                                                  | Modifica les dades a Wikidata |
|        | Cal Toio                                   | masia                                                                | la Roca del Vallès         |                      |                      | 41° 35′ 24″ N, 2° 21′ 16″ E / 41.5901151231272°N,2.35447124902341°E                                                        |                                                      |                                                                  | Modifica les dades a Wikidata |
|        | Can Balderic                               | masia                                                                | la Roca del Vallès         |                      |                      | 41° 34′ 43″ N, 2° 19′ 51″ E / 41.5784772402632°N,2.33075152592435°E                                                        |                                                      |                                                                  | Modifica les dades a Wikidata |
|        | Can Barangó                                | masia                                                                | la Roca del Vallès         |                      |                      | 41° 34′ 38″ N, 2° 21′ 09″ E / 41.5772057900312°N,2.35252458318812°E                                                        |                                                      |                                                                  | Modifica les dades a Wikidata |
|        | Can Barló                                  | masia                                                                | la Roca del Vallès         |                      |                      | 41° 36′ 14″ N, 2° 19′ 07″ E / 41.6039956751395°N,2.3186433964533°E                                                         |                                                      |                                                                  | Modifica les dades a Wikidata |
|        | Can Campmajor                              | masia                                                                | la Roca del Vallès         |                      |                      | 41° 37′ 47″ N, 2° 19′ 50″ E / 41.629799508355°N,2.3306051435193°E                                                          |                                                      |                                                                  | Modifica les dades a Wikidata |
|        | Can Canela                                 | masia                                                                | la Roca del Vallès         |                      |                      | 41° 34′ 38″ N, 2° 19′ 49″ E / 41.577149830397°N,2.33017744854824°E                                                         |                                                      |                                                                  | Modifica les dades a Wikidata |
|        | Can Carpinell/Can Quico Guiu               | masia                                                                | la Roca del Vallès         |                      |                      | 41° 34′ 49″ N, 2° 19′ 36″ E / 41.58015°N,2.32658°E                                                                         |                                                      |                                                                  | Modifica les dades a Wikidata |
|        | Can Civit                                  | masia                                                                | la Roca del Vallès         |                      |                      | 41° 35′ 33″ N, 2° 17′ 52″ E / 41.5925388944437°N,2.29775472795111°E                                                        |                                                      |                                                                  | Modifica les dades a Wikidata |
|        | Can Claus                                  | masia                                                                | la Roca del Vallès         |                      |                      | 41° 36′ 07″ N, 2° 20′ 16″ E / 41.601989284186°N,2.3376758114998°E                                                          |                                                      |                                                                  | Modifica les dades a Wikidata |
|        | Can Colet                                  | masia                                                                | la Roca del Vallès         |                      |                      | 41° 35′ 18″ N, 2° 18′ 58″ E / 41.58831°N,2.31616°E                                                                         |                                                      |                                                                  | Modifica les dades a Wikidata |
|        | Can Coll                                   | masia                                                                | la Roca del Vallès         |                      |                      | 41° 34′ 41″ N, 2° 19′ 16″ E / 41.5781058901508°N,2.32118278020209°E                                                        |                                                      |                                                                  | Modifica les dades a Wikidata |
|        | Can Companys de Baix                       | masia                                                                | la Roca del Vallès         | 170                  |                      | 41° 35′ 06″ N, 2° 20′ 57″ E / 41.58488°N,2.349147°E                                                                        | bé cultural d'interès local                          | Can Companys de Baix                                             | Modifica les dades a Wikidata |
|        | Can Companys de Dalt                       | masia                                                                | la Roca del Vallès         |                      |                      | 41° 35′ 05″ N, 2° 21′ 00″ E / 41.5846049433429°N,2.3500752767326°E                                                         |                                                      |                                                                  | Modifica les dades a Wikidata |
|        | Can Esteve Tonico                          | masia                                                                | la Roca del Vallès         |                      |                      | 41° 34′ 39″ N, 2° 19′ 12″ E / 41.57748°N,2.32°E                                                                            |                                                      |                                                                  | Modifica les dades a Wikidata |
|        | Can Ferran                                 | masia                                                                | la Roca del Vallès         |                      |                      | 41° 34′ 43″ N, 2° 18′ 30″ E / 41.5786770121573°N,2.3081973265173°E                                                         |                                                      |                                                                  | Modifica les dades a Wikidata |
|        | Can Fondet                                 | masia                                                                | la Roca del Vallès         |                      |                      | 41° 37′ 20″ N, 2° 20′ 14″ E / 41.6222715564694°N,2.33717711600796°E                                                        |                                                      |                                                                  | Modifica les dades a Wikidata |
|        | Can Font                                   | masia                                                                | la Roca del Vallès         |                      |                      | 41° 34′ 35″ N, 2° 18′ 38″ E / 41.5762681937898°N,2.31055013398074°E                                                        |                                                      |                                                                  | Modifica les dades a Wikidata |
|        | Can Gabriel                                | masia                                                                | la Roca del Vallès         |                      |                      | 41° 36′ 13″ N, 2° 19′ 19″ E / 41.6036910875187°N,2.32197072554683°E                                                        |                                                      |                                                                  | Modifica les dades a Wikidata |
|        | Can Gener                                  | masia                                                                | la Roca del Vallès         |                      |                      | 41° 35′ 59″ N, 2° 19′ 14″ E / 41.5997015713337°N,2.32056052243918°E                                                        |                                                      |                                                                  | Modifica les dades a Wikidata |
|        | Can Gibert                                 | masia                                                                | la Roca del Vallès         |                      |                      | 41° 36′ 17″ N, 2° 21′ 27″ E / 41.604751596573°N,2.35763756258499°E                                                         |                                                      |                                                                  | Modifica les dades a Wikidata |
|        | Can Gol                                    | masia                                                                | la Roca del Vallès         | 132                  |                      | 41° 34′ 05″ N, 2° 18′ 59″ E / 41.5681°N,2.31639°E                                                                          | bé integrant del patrimoni cultural català           | Can Gol (la Roca del Vallès)                                     | Modifica les dades a Wikidata |
|        | Can Granota                                | masia                                                                | la Roca del Vallès         |                      |                      | 41° 36′ 12″ N, 2° 18′ 17″ E / 41.6033094702499°N,2.3048261813169°E                                                         |                                                      |                                                                  | Modifica les dades a Wikidata |
|        | Can Grau                                   | masia                                                                | la Roca del Vallès         | 150                  |                      | 41° 35′ 43″ N, 2° 17′ 59″ E / 41.595358°N,2.299756°E                                                                       | bé cultural d'interès local                          | Can Grau (la Roca del Vallès)                                    | Modifica les dades a Wikidata |
|        | Can Jané / Can Janer                       | masia                                                                | la Roca del Vallès         |                      |                      | 41° 34′ 41″ N, 2° 18′ 12″ E / 41.57797°N,2.3032°E                                                                          |                                                      |                                                                  | Modifica les dades a Wikidata |
|        | Can Jep                                    | masia                                                                | la Roca del Vallès         |                      |                      | 41° 35′ 30″ N, 2° 21′ 13″ E / 41.5915960441434°N,2.35353263212001°E                                                        |                                                      |                                                                  | Modifica les dades a Wikidata |
|        | Can Jorn                                   | masia                                                                | la Roca del Vallès         |                      |                      | 41° 37′ 15″ N, 2° 19′ 23″ E / 41.620819205698°N,2.3230789479582°E                                                          |                                                      |                                                                  | Modifica les dades a Wikidata |
|        | Can Lledó                                  | masia                                                                | la Roca del Vallès         |                      |                      | 41° 35′ 47″ N, 2° 21′ 13″ E / 41.5964338060455°N,2.35368834307392°E                                                        |                                                      |                                                                  | Modifica les dades a Wikidata |
|        | Can Llorenç Font                           | masia                                                                | la Roca del Vallès         |                      |                      | 41° 34′ 34″ N, 2° 19′ 13″ E / 41.5761272573861°N,2.32015990370356°E                                                        |                                                      |                                                                  | Modifica les dades a Wikidata |
|        | Can Mainou                                 | masia                                                                | la Roca del Vallès         |                      |                      | 41° 36′ 46″ N, 2° 20′ 33″ E / 41.6128893628659°N,2.34245810858662°E                                                        |                                                      |                                                                  | Modifica les dades a Wikidata |
|        | Can Masferrer                              | masia                                                                | la Roca del Vallès         |                      |                      | 41° 34′ 48″ N, 2° 18′ 33″ E / 41.5800072676071°N,2.3092267864786°E                                                         |                                                      |                                                                  | Modifica les dades a Wikidata |
|        | Can Mates                                  | masia                                                                | la Roca del Vallès         |                      |                      | 41° 35′ 43″ N, 2° 21′ 58″ E / 41.5953412757212°N,2.36615411608922°E                                                        |                                                      |                                                                  | Modifica les dades a Wikidata |
|        | Can Mañosa                                 | masia                                                                | la Roca del Vallès         |                      |                      | 41° 34′ 29″ N, 2° 19′ 06″ E / 41.57476°N,2.31836°E                                                                         |                                                      |                                                                  | Modifica les dades a Wikidata |
|        | Can Meia                                   | masia casa                                                           | la Roca del Vallès         |                      |                      | 41° 36′ 15″ N, 2° 20′ 16″ E / 41.60415°N,2.33788°E                                                                         |                                                      |                                                                  | Modifica les dades a Wikidata |
|        | Can Messeguer                              | masia                                                                | la Roca del Vallès         |                      |                      | 41° 36′ 41″ N, 2° 20′ 53″ E / 41.6113°N,2.34805°E                                                                          | bé integrant del patrimoni cultural català           |                                                                  | Modifica les dades a Wikidata |
|        | Can Metxes                                 | masia                                                                | la Roca del Vallès         |                      |                      | 41° 35′ 34″ N, 2° 18′ 05″ E / 41.5926878638073°N,2.3015086142296°E                                                         |                                                      |                                                                  | Modifica les dades a Wikidata |
|        | Can Mont-ras                               | masia                                                                | la Roca del Vallès         | 145                  |                      | 41° 35′ 45″ N, 2° 18′ 00″ E / 41.59588°N,2.30013°E                                                                         |                                                      | Can Mont-ras (la Roca del Vallès)                                | Modifica les dades a Wikidata |
|        | Can Nebot Gros                             | masia                                                                | la Roca del Vallès         | 171                  |                      | 41° 34′ 55″ N, 2° 19′ 51″ E / 41.58194°N,2.33079°E                                                                         |                                                      | Can Nebot Gros                                                   | Modifica les dades a Wikidata |
|        | Can Paulino                                | masia                                                                | la Roca del Vallès         |                      |                      | 41° 35′ 30″ N, 2° 20′ 52″ E / 41.5916180350222°N,2.34785725344696°E                                                        |                                                      |                                                                  | Modifica les dades a Wikidata |
|        | Can Païssa                                 | masia                                                                | la Roca del Vallès         |                      |                      | 41° 34′ 47″ N, 2° 21′ 02″ E / 41.5798427478748°N,2.35054288893587°E                                                        |                                                      |                                                                  | Modifica les dades a Wikidata |
|        | Can Pepet Perdiu                           | masia                                                                | la Roca del Vallès         |                      |                      | 41° 34′ 40″ N, 2° 19′ 14″ E / 41.57787°N,2.32044°E                                                                         |                                                      |                                                                  | Modifica les dades a Wikidata |
|        | Can Pepet Ros                              | masia                                                                | la Roca del Vallès         |                      |                      | 41° 35′ 32″ N, 2° 20′ 42″ E / 41.5921785061845°N,2.34504400416569°E                                                        |                                                      |                                                                  | Modifica les dades a Wikidata |
|        | Can Perdiu                                 | masia                                                                | la Roca del Vallès         |                      |                      | 41° 34′ 58″ N, 2° 17′ 28″ E / 41.5827248048221°N,2.29103503095623°E                                                        |                                                      |                                                                  | Modifica les dades a Wikidata |
|        | Can Peret Gabriel                          | masia                                                                | la Roca del Vallès         |                      |                      | 41° 36′ 23″ N, 2° 19′ 24″ E / 41.6064378782107°N,2.32343008647232°E                                                        |                                                      |                                                                  | Modifica les dades a Wikidata |
|        | Can Planes                                 | masia                                                                | la Roca del Vallès         |                      |                      | 41° 35′ 44″ N, 2° 19′ 32″ E / 41.5956059760897°N,2.32560704128434°E                                                        |                                                      |                                                                  | Modifica les dades a Wikidata |
|        | Can Planes de la Muntanya                  | masia                                                                | la Roca del Vallès         | 203                  |                      | 41° 35′ 03″ N, 2° 20′ 16″ E / 41.584283°N,2.337817°E                                                                       | bé cultural d'interès local                          | Can Planes de la Muntanya                                        | Modifica les dades a Wikidata |
|        | Can Poc Gros                               | masia                                                                | la Roca del Vallès         |                      |                      | 41° 36′ 01″ N, 2° 22′ 11″ E / 41.6003151738517°N,2.3697773966926°E                                                         |                                                      |                                                                  | Modifica les dades a Wikidata |
|        | Can Poc Xic                                | masia                                                                | la Roca del Vallès         |                      |                      | 41° 35′ 51″ N, 2° 21′ 47″ E / 41.5975667139865°N,2.3630125161713°E                                                         |                                                      |                                                                  | Modifica les dades a Wikidata |
|        | Can Prat Nou                               | masia                                                                | la Roca del Vallès         |                      |                      | 41° 34′ 56″ N, 2° 17′ 53″ E / 41.5821196045954°N,2.29809556177745°E                                                        |                                                      |                                                                  | Modifica les dades a Wikidata |
|        | Can Prat Vell                              | masia                                                                | la Roca del Vallès         |                      |                      | 41° 35′ 04″ N, 2° 18′ 05″ E / 41.5844902868525°N,2.3013450374236°E                                                         | bé cultural d'interès local                          |                                                                  | Modifica les dades a Wikidata |
|        | Can Puig                                   | masia                                                                | la Roca del Vallès         |                      |                      | 41° 37′ 36″ N, 2° 20′ 39″ E / 41.6267°N,2.34417°E                                                                          | bé integrant del patrimoni cultural català           |                                                                  | Modifica les dades a Wikidata |
|        | Can Quana                                  | masia                                                                | la Roca del Vallès         |                      |                      | 41° 35′ 35″ N, 2° 19′ 24″ E / 41.592931°N,2.323239°E                                                                       | bé cultural d'interès local                          |                                                                  | Modifica les dades a Wikidata |
|        | Can Quintaneta                             | masia                                                                | la Roca del Vallès         |                      |                      | 41° 36′ 16″ N, 2° 19′ 21″ E / 41.6043431747729°N,2.32257592789672°E                                                        |                                                      |                                                                  | Modifica les dades a Wikidata |
|        | Can Recordà                                | masia                                                                | la Roca del Vallès         |                      |                      | 41° 36′ 22″ N, 2° 22′ 08″ E / 41.6062189906757°N,2.36887988093987°E                                                        |                                                      |                                                                  | Modifica les dades a Wikidata |
|        | Can Reurell                                | masia                                                                | la Roca del Vallès         |                      |                      | 41° 35′ 37″ N, 2° 18′ 06″ E / 41.593670366323°N,2.3017654302091°E                                                          |                                                      |                                                                  | Modifica les dades a Wikidata |
|        | Can Ribes                                  | masia                                                                | la Roca del Vallès         |                      |                      | 41° 34′ 38″ N, 2° 18′ 40″ E / 41.5772170588232°N,2.31106784648009°E                                                        |                                                      |                                                                  | Modifica les dades a Wikidata |
|        | Can Ridemeia                               | masia                                                                | la Roca del Vallès         |                      |                      | 41° 36′ 28″ N, 2° 22′ 13″ E / 41.6077043870491°N,2.37037755669734°E                                                        |                                                      |                                                                  | Modifica les dades a Wikidata |
|        | Can Ronses                                 | masia                                                                | la Roca del Vallès         |                      |                      | 41° 34′ 38″ N, 2° 20′ 26″ E / 41.5772912812221°N,2.34062412480338°E                                                        |                                                      |                                                                  | Modifica les dades a Wikidata |
|        | Can Rovira                                 | masia                                                                | la Roca del Vallès         |                      |                      | 41° 34′ 22″ N, 2° 19′ 12″ E / 41.57272°N,2.31996°E                                                                         |                                                      |                                                                  | Modifica les dades a Wikidata |
|        | Can Sala Xic                               | masia                                                                | la Roca del Vallès         |                      |                      | 41° 35′ 29″ N, 2° 21′ 02″ E / 41.5912731818129°N,2.35058430627625°E                                                        |                                                      |                                                                  | Modifica les dades a Wikidata |
|        | Can Saladriga                              | masia                                                                | la Roca del Vallès         |                      |                      | 41° 36′ 44″ N, 2° 20′ 29″ E / 41.612333153257°N,2.34127555354745°E                                                         |                                                      |                                                                  | Modifica les dades a Wikidata |
|        | Can Santpere                               | masia                                                                | la Roca del Vallès         |                      |                      | 41° 34′ 39″ N, 2° 20′ 03″ E / 41.5775607366676°N,2.33423971617398°E                                                        |                                                      |                                                                  | Modifica les dades a Wikidata |
|        | Can Solei                                  | masia                                                                | la Roca del Vallès         | 123                  |                      | 41° 34′ 12″ N, 2° 19′ 02″ E / 41.569868059097°N,2.31726296764403°E                                                         |                                                      | Can Solei (la Roca del Vallès)                                   | Modifica les dades a Wikidata |
|        | Can Solei-Mas Soley de Vilanova            | masia                                                                | la Roca del Vallès         |                      |                      | 41° 34′ 43″ N, 2° 18′ 17″ E / 41.57859°N,2.30485°E                                                                         |                                                      |                                                                  | Modifica les dades a Wikidata |
|        | Can Soler de Reixac                        | masia                                                                | la Roca del Vallès         |                      |                      | 41° 34′ 38″ N, 2° 19′ 41″ E / 41.577097°N,2.327987°E                                                                       | bé cultural d'interès local                          |                                                                  | Modifica les dades a Wikidata |
|        | Can Sora                                   | masia                                                                | la Roca del Vallès         |                      |                      | 41° 36′ 26″ N, 2° 19′ 19″ E / 41.607302297792°N,2.3220201644347°E                                                          |                                                      |                                                                  | Modifica les dades a Wikidata |
|        | Can Talamo                                 | masia                                                                | la Roca del Vallès         |                      |                      | 41° 34′ 41″ N, 2° 21′ 04″ E / 41.5779908111164°N,2.35117322395677°E                                                        |                                                      |                                                                  | Modifica les dades a Wikidata |
|        | Can Tonico                                 | masia                                                                | la Roca del Vallès         |                      |                      | 41° 34′ 35″ N, 2° 19′ 20″ E / 41.57636°N,2.32226°E                                                                         |                                                      |                                                                  | Modifica les dades a Wikidata |
|        | Can Vicenç                                 | masia                                                                | la Roca del Vallès         |                      |                      | 41° 36′ 34″ N, 2° 20′ 08″ E / 41.609561°N,2.335611°E                                                                       |                                                      |                                                                  | Modifica les dades a Wikidata |
|        | Can Vidal                                  | masia casa                                                           | la Roca del Vallès         |                      |                      | 41° 36′ 52″ N, 2° 20′ 04″ E / 41.61455°N,2.33444°E                                                                         |                                                      |                                                                  | Modifica les dades a Wikidata |
|        | Can Vilaret                                | masia                                                                | la Roca del Vallès         |                      |                      | 41° 34′ 28″ N, 2° 20′ 19″ E / 41.57442519321°N,2.33874606417372°E                                                          |                                                      |                                                                  | Modifica les dades a Wikidata |
|        | Casal de Vilalba                           | casa forta jaciment arqueològic cista necròpolis sitja vil·la romana | la Roca del Vallès         |                      |                      | 41° 37′ 51″ N, 2° 20′ 58″ E / 41.6307°N,2.34945°E                                                                          | bé d'interès cultural bé cultural d'interès nacional | Casal de Vilalba                                                 | Modifica les dades a Wikidata |
|        | el Molí de Santa Agnès                     | masia                                                                | la Roca del Vallès         |                      |                      | 41° 36′ 00″ N, 2° 20′ 48″ E / 41.5999°N,2.34677°E                                                                          |                                                      |                                                                  | Modifica les dades a Wikidata |
|        | el Picarol                                 | masia                                                                | la Roca del Vallès         |                      |                      | 41° 35′ 52″ N, 2° 19′ 13″ E / 41.5978528644534°N,2.3201839339814°E                                                         |                                                      |                                                                  | Modifica les dades a Wikidata |
|        | el Turó                                    | masia                                                                | la Roca del Vallès         |                      |                      | 41° 35′ 29″ N, 2° 21′ 26″ E / 41.5914274201794°N,2.35719376204966°E                                                        |                                                      |                                                                  | Modifica les dades a Wikidata |
|        | la Casa Alta                               | masia                                                                | la Roca del Vallès         |                      |                      | 41° 37′ 10″ N, 2° 19′ 23″ E / 41.61942°N,2.32297°E                                                                         |                                                      |                                                                  | Modifica les dades a Wikidata |
|        | la Casa Nova de Can Llobet                 | masia                                                                | la Roca del Vallès         | 155                  |                      | 41° 35′ 59″ N, 2° 18′ 13″ E / 41.5998346561256°N,2.30366350215705°E                                                        |                                                      | La Casa Nova de Can Llobet                                       | Modifica les dades a Wikidata |
|        | la Casanova                                | masia                                                                | la Roca del Vallès         |                      |                      | 41° 34′ 56″ N, 2° 18′ 51″ E / 41.5822526401751°N,2.31416939794831°E                                                        |                                                      |                                                                  | Modifica les dades a Wikidata |
|        | les Escoles Noves                          | masia                                                                | la Roca del Vallès         |                      |                      | 41° 36′ 13″ N, 2° 21′ 00″ E / 41.6036633100824°N,2.34990806319939°E                                                        |                                                      |                                                                  | Modifica les dades a Wikidata |
|        | les Escoles Velles                         | masia                                                                | la Roca del Vallès         |                      |                      | 41° 36′ 07″ N, 2° 20′ 57″ E / 41.6019566964844°N,2.34915718392766°E                                                        |                                                      |                                                                  | Modifica les dades a Wikidata |
|        | Mas Civit                                  | masia                                                                | la Roca del Vallès         | 154                  |                      | 41° 35′ 41″ N, 2° 18′ 00″ E / 41.59463°N,2.29999°E                                                                         |                                                      | Mas Civit (la Roca del Vallès)                                   | Modifica les dades a Wikidata |
|        | Mas de la Torre                            | masia                                                                | la Roca del Vallès         |                      |                      | 41° 36′ 23″ N, 2° 21′ 15″ E / 41.6063°N,2.35407°E                                                                          | bé cultural d'interès local                          | Mas de la Torre (la Roca del Vallès)                             | Modifica les dades a Wikidata |
|        | Mas Foguer                                 | masia                                                                | la Roca del Vallès         |                      |                      | 41° 35′ 36″ N, 2° 20′ 20″ E / 41.5934225071783°N,2.33892416457528°E                                                        |                                                      |                                                                  | Modifica les dades a Wikidata |
|        | Masia-castell de Bell-lloc                 | masia                                                                | la Roca del Vallès         |                      |                      | 41° 37′ 32″ N, 2° 20′ 07″ E / 41.62569046020508°N,2.3351891040802°E 41° 37′ 32″ N, 2° 20′ 07″ E / 41.62562°N,2.33514°E     |                                                      |                                                                  | Modifica les dades a Wikidata |
|        | Parpers                                    | masia                                                                | la Roca del Vallès         |                      |                      | 41° 34′ 47″ N, 2° 21′ 30″ E / 41.5797967934815°N,2.35840075231843°E                                                        |                                                      |                                                                  | Modifica les dades a Wikidata |
|        | Vergers                                    | masia                                                                | la Roca del Vallès         | 181                  |                      | 41° 36′ 00″ N, 2° 17′ 48″ E / 41.5999993714658°N,2.29668987083279°E                                                        |                                                      | Vergers (la Roca del Vallès)                                     | Modifica les dades a Wikidata |
|        | Vil·la Marta                               | masia                                                                | la Roca del Vallès         |                      |                      | 41° 35′ 25″ N, 2° 21′ 00″ E / 41.5903146713422°N,2.34992202601685°E                                                        |                                                      |                                                                  | Modifica les dades a Wikidata |
|        | Can Carrencà                               | masia                                                                | Martorelles                |                      |                      | 41° 31′ 42″ N, 2° 13′ 44″ E / 41.528263°N,2.228764°E                                                                       | bé integrant del patrimoni cultural català           | Can Carrencà (Martorelles)                                       | Modifica les dades a Wikidata |
|        | Can Fenosa                                 | masia                                                                | Martorelles                |                      |                      | 41° 32′ 09″ N, 2° 14′ 26″ E / 41.535807°N,2.240434°E                                                                       | bé integrant del patrimoni cultural català           |                                                                  | Modifica les dades a Wikidata |
|        | Can Ginassó                                | masia                                                                | Martorelles                |                      |                      | 41° 31′ 36″ N, 2° 14′ 34″ E / 41.52664°N,2.24272°E                                                                         |                                                      |                                                                  | Modifica les dades a Wikidata |
|        | Can Puig                                   | masia                                                                | Martorelles                |                      |                      | 41° 31′ 48″ N, 2° 14′ 05″ E / 41.529905°N,2.234618°E                                                                       | bé integrant del patrimoni cultural català           | Can Puig (Martorelles)                                           | Modifica les dades a Wikidata |
|        | Can Roda                                   | masia                                                                | Martorelles                |                      |                      | 41° 31′ 22″ N, 2° 14′ 41″ E / 41.522909229332°N,2.24463328718981°E                                                         |                                                      |                                                                  | Modifica les dades a Wikidata |
|        | Can Sunyer                                 | masia                                                                | Martorelles                |                      |                      | 41° 31′ 34″ N, 2° 14′ 17″ E / 41.52622°N,2.23811°E                                                                         |                                                      |                                                                  | Modifica les dades a Wikidata |
|        | Can Sunyer                                 | masia                                                                | Martorelles                |                      |                      | 41° 31′ 13″ N, 2° 14′ 38″ E / 41.520345712953°N,2.2438281687062°E                                                          |                                                      |                                                                  | Modifica les dades a Wikidata |
|        | Can Tellado                                | masia                                                                | Martorelles                |                      |                      | 41° 32′ 05″ N, 2° 14′ 20″ E / 41.5346714698112°N,2.23897014111569°E                                                        |                                                      |                                                                  | Modifica les dades a Wikidata |
|        | Can Terrós                                 | masia                                                                | Martorelles                |                      |                      | 41° 31′ 43″ N, 2° 14′ 31″ E / 41.52866°N,2.24188°E                                                                         |                                                      |                                                                  | Modifica les dades a Wikidata |
|        | Casa del carrer Piquet 4                   | masia                                                                | Martorelles                |                      |                      | 41° 31′ 35″ N, 2° 14′ 19″ E / 41.5263°N,2.23861°E                                                                          |                                                      |                                                                  | Modifica les dades a Wikidata |
|        | Celler de Carrencà                         | masia                                                                | Martorelles                |                      |                      | 41° 31′ 42″ N, 2° 13′ 42″ E / 41.5283°N,2.22842°E                                                                          |                                                      |                                                                  | Modifica les dades a Wikidata |
|        | Masia de Carrencà. Capella de Sant Domènec | masia edifici religiós                                               | Martorelles                |                      |                      | 41° 31′ 41″ N, 2° 13′ 45″ E / 41.52797°N,2.22904°E 41° 31′ 40″ N, 2° 13′ 45″ E / 41.527854919433594°N,2.2291200160980225°E |                                                      |                                                                  | Modifica les dades a Wikidata |
|        | Ca l'Arnau                                 | masia casa                                                           | Montornès del Vallès       | 103                  | malmès               | 41° 33′ 51″ N, 2° 16′ 36″ E / 41.56421°N,2.27655°E                                                                         | bé cultural d'interès local                          | Ca l'Arnau (Montornès del Vallès)                                | Modifica les dades a Wikidata |
|        | Ca la Dolors                               | masia                                                                | Montornès del Vallès       |                      |                      | 41° 32′ 24″ N, 2° 16′ 24″ E / 41.5399823859052°N,2.27325533933606°E                                                        |                                                      |                                                                  | Modifica les dades a Wikidata |
|        | Ca n'Ametller                              | masia                                                                | Montornès del Vallès       | 93                   |                      | 41° 32′ 53″ N, 2° 16′ 41″ E / 41.54803°N,2.27807°E                                                                         | bé cultural d'interès local                          | Ca n'Ametller (Montornès del Vallès)                             | Modifica les dades a Wikidata |
|        | Ca n'Olivé                                 | masia                                                                | Montornès del Vallès       |                      |                      | 41° 32′ 14″ N, 2° 15′ 54″ E / 41.537109°N,2.264935°E                                                                       | bé cultural d'interès local                          |                                                                  | Modifica les dades a Wikidata |
|        | Cal Ferrer                                 | masia                                                                | Montornès del Vallès       |                      |                      | 41° 32′ 25″ N, 2° 16′ 05″ E / 41.54035°N,2.26808°E                                                                         |                                                      |                                                                  | Modifica les dades a Wikidata |
|        | Can Bosquerons                             | masia                                                                | Montornès del Vallès       | 82                   |                      | 41° 32′ 32″ N, 2° 14′ 46″ E / 41.542284°N,2.246005°E                                                                       | bé cultural d'interès local                          | Can Bosquerons                                                   | Modifica les dades a Wikidata |
|        | Can Bosquerons de Baix                     | masia                                                                | Montornès del Vallès       |                      |                      | 41° 32′ 39″ N, 2° 14′ 38″ E / 41.54427°N,2.24386°E                                                                         |                                                      |                                                                  | Modifica les dades a Wikidata |
|        | Can Coll                                   | masia                                                                | Montornès del Vallès       |                      |                      | 41° 32′ 17″ N, 2° 15′ 49″ E / 41.538102°N,2.263664°E                                                                       | bé cultural d'interès local                          | Can Coll (Montornès del Vallès)                                  | Modifica les dades a Wikidata |
|        | Can Galvany                                | masia                                                                | Montornès del Vallès       | 126                  |                      | 41° 32′ 20″ N, 2° 16′ 41″ E / 41.538787080866°N,2.2779681856001°E                                                          | bé cultural d'interès local                          | Can Galvany (Montornès del Vallès)                               | Modifica les dades a Wikidata |
|        | Can Genís                                  | masia                                                                | Montornès del Vallès       |                      |                      | 41° 32′ 10″ N, 2° 16′ 50″ E / 41.5360387078655°N,2.28066007225241°E                                                        |                                                      |                                                                  | Modifica les dades a Wikidata |
|        | Can Masferrer                              | masia                                                                | Montornès del Vallès       |                      |                      | 41° 33′ 27″ N, 2° 16′ 34″ E / 41.557528°N,2.276035°E                                                                       | bé cultural d'interès local                          |                                                                  | Modifica les dades a Wikidata |
|        | Can Pastor                                 | masia                                                                | Montornès del Vallès       | 90                   |                      | 41° 32′ 59″ N, 2° 15′ 31″ E / 41.54981°N,2.25859°E                                                                         |                                                      | Can Pastor (Montornès del Vallès)                                | Modifica les dades a Wikidata |
|        | Can Primo                                  | masia                                                                | Montornès del Vallès       |                      |                      | 41° 32′ 33″ N, 2° 15′ 57″ E / 41.542597°N,2.265819°E                                                                       | bé cultural d'interès local                          |                                                                  | Modifica les dades a Wikidata |
|        | Can Quirze                                 | masia                                                                | Montornès del Vallès       | 78                   |                      | 41° 32′ 59″ N, 2° 15′ 32″ E / 41.54966°N,2.25902°E                                                                         |                                                      | Can Quirze (Montornès del Vallès)                                | Modifica les dades a Wikidata |
|        | Can Roca-Umbert                            | masia                                                                | Montornès del Vallès       |                      |                      | 41° 32′ 15″ N, 2° 15′ 59″ E / 41.537507°N,2.266284°E                                                                       | bé cultural d'interès local                          |                                                                  | Modifica les dades a Wikidata |
|        | Can Saiol                                  | masia                                                                | Montornès del Vallès       | 103                  |                      | 41° 32′ 51″ N, 2° 16′ 51″ E / 41.547519°N,2.280815°E                                                                       | bé cultural d'interès local                          |                                                                  | Modifica les dades a Wikidata |
|        | Can Sala                                   | masia                                                                | Montornès del Vallès       | 142                  |                      | 41° 32′ 13″ N, 2° 16′ 22″ E / 41.536878°N,2.272751°E                                                                       | bé cultural d'interès local                          | Can Sala (Montornès del Vallès)                                  | Modifica les dades a Wikidata |
|        | Can Saüquet Vell                           | masia                                                                | Montornès del Vallès       |                      |                      | 41° 32′ 06″ N, 2° 16′ 33″ E / 41.5351074178801°N,2.27579137695199°E                                                        |                                                      |                                                                  | Modifica les dades a Wikidata |
|        | Can Xec                                    | masia                                                                | Montornès del Vallès       |                      |                      | 41° 32′ 34″ N, 2° 16′ 34″ E / 41.542672°N,2.276213°E                                                                       | bé cultural d'interès local                          |                                                                  | Modifica les dades a Wikidata |
|        | el Molí                                    | masia                                                                | Montornès del Vallès       |                      |                      | 41° 32′ 29″ N, 2° 16′ 19″ E / 41.541469681592°N,2.27200382779079°E                                                         |                                                      |                                                                  | Modifica les dades a Wikidata |
|        | Manso Calders                              | masia                                                                | Montornès del Vallès       |                      |                      | 41° 32′ 37″ N, 2° 15′ 46″ E / 41.543519°N,2.262788°E                                                                       | bé cultural d'interès local                          |                                                                  | Modifica les dades a Wikidata |
|        | Mas Vilaró                                 | masia                                                                | Montornès del Vallès       |                      |                      | 41° 32′ 46″ N, 2° 16′ 19″ E / 41.546144°N,2.27193°E                                                                        | bé cultural d'interès local                          | Can Vilaró (Montornès del Vallès)                                | Modifica les dades a Wikidata |
|        | Torre Sola                                 | masia                                                                | Montornès del Vallès       |                      |                      | 41° 32′ 11″ N, 2° 16′ 04″ E / 41.53642°N,2.26788°E                                                                         |                                                      |                                                                  | Modifica les dades a Wikidata |
|        | Can Canyelles                              | masia                                                                | Sant Fost de Campsentelles |                      |                      | 41° 30′ 59″ N, 2° 13′ 05″ E / 41.516478°N,2.218145°E                                                                       | bé integrant del patrimoni cultural català           |                                                                  | Modifica les dades a Wikidata |
|        | Can Coromines                              | masia                                                                | Sant Fost de Campsentelles |                      |                      | 41° 31′ 22″ N, 2° 13′ 19″ E / 41.522821°N,2.222022°E                                                                       |                                                      |                                                                  | Modifica les dades a Wikidata |
|        | Can Donadéu                                | masia                                                                | Sant Fost de Campsentelles |                      |                      | 41° 30′ 24″ N, 2° 12′ 31″ E / 41.5067772222539°N,2.20848987346127°E                                                        |                                                      |                                                                  | Modifica les dades a Wikidata |
|        | Can Gaig                                   | masia                                                                | Sant Fost de Campsentelles |                      |                      | 41° 30′ 23″ N, 2° 14′ 21″ E / 41.5062723092125°N,2.23911108106324°E                                                        |                                                      |                                                                  | Modifica les dades a Wikidata |
|        | Can Matança                                | masia                                                                | Sant Fost de Campsentelles |                      |                      | 41° 30′ 22″ N, 2° 14′ 22″ E / 41.5061931514776°N,2.23939958547909°E                                                        |                                                      |                                                                  | Modifica les dades a Wikidata |
|        | Can Pascol                                 | masia                                                                | Sant Fost de Campsentelles |                      |                      | 41° 30′ 46″ N, 2° 14′ 09″ E / 41.5129156922848°N,2.23578571941224°E                                                        |                                                      |                                                                  | Modifica les dades a Wikidata |
|        | Can Ribalta                                | masia                                                                | Sant Fost de Campsentelles | 82                   |                      | 41° 31′ 25″ N, 2° 13′ 59″ E / 41.523681200932494°N,2.2329769133648374°E                                                    |                                                      | Can Ribalta (Sant Fost de Campsentelles)                         | Modifica les dades a Wikidata |
|        | Can Ribalta                                | masia                                                                | Sant Fost de Campsentelles |                      |                      | 41° 31′ 37″ N, 2° 13′ 22″ E / 41.5269780816985°N,2.22263916715279°E                                                        |                                                      |                                                                  | Modifica les dades a Wikidata |
|        | Can Ribó                                   | masia                                                                | Sant Fost de Campsentelles |                      |                      | 41° 29′ 38″ N, 2° 14′ 18″ E / 41.4940170698317°N,2.2383200711382°E                                                         |                                                      |                                                                  | Modifica les dades a Wikidata |
|        | Can Romagosa                               | masia                                                                | Sant Fost de Campsentelles |                      |                      | 41° 30′ 32″ N, 2° 14′ 19″ E / 41.508927°N,2.238619°E                                                                       | bé integrant del patrimoni cultural català           |                                                                  | Modifica les dades a Wikidata |
|        | Can Rovireta                               | masia                                                                | Sant Fost de Campsentelles |                      |                      | 41° 30′ 38″ N, 2° 12′ 51″ E / 41.5104816053397°N,2.21408882985477°E                                                        |                                                      |                                                                  | Modifica les dades a Wikidata |
|        | Can Teià                                   | masia                                                                | Sant Fost de Campsentelles |                      |                      | 41° 31′ 01″ N, 2° 13′ 47″ E / 41.5169467132296°N,2.22974611003212°E                                                        |                                                      |                                                                  | Modifica les dades a Wikidata |
|        | Can Toni                                   | masia                                                                | Sant Fost de Campsentelles |                      |                      | 41° 30′ 51″ N, 2° 14′ 06″ E / 41.5142166344805°N,2.23501543264474°E                                                        |                                                      |                                                                  | Modifica les dades a Wikidata |
|        | Can Torrents                               | masia                                                                | Sant Fost de Campsentelles |                      |                      | 41° 30′ 48″ N, 2° 14′ 01″ E / 41.513431549072266°N,2.2337470054626465°E                                                    |                                                      |                                                                  | Modifica les dades a Wikidata |
|        | Can Torrents Vell                          | masia                                                                | Sant Fost de Campsentelles |                      |                      | 41° 30′ 09″ N, 2° 14′ 00″ E / 41.5025402758116°N,2.23323579950438°E                                                        |                                                      |                                                                  | Modifica les dades a Wikidata |
|        | Can Torres                                 | masia                                                                | Sant Fost de Campsentelles |                      |                      | 41° 30′ 25″ N, 2° 13′ 28″ E / 41.5068682620184°N,2.22449740803096°E                                                        |                                                      |                                                                  | Modifica les dades a Wikidata |
|        | casa de l'avinguda Buxó Baliarda, 2        | masia                                                                | Sant Fost de Campsentelles | 82                   |                      | 41° 31′ 16″ N, 2° 13′ 57″ E / 41.521148910697°N,2.2325563430240436°E                                                       |                                                      | Casa de l'avinguda Buxó Baliarda, 2 (Sant Fost de Campsentelles) | Modifica les dades a Wikidata |
|        | els Castanyers                             | masia                                                                | Sant Fost de Campsentelles |                      |                      | 41° 29′ 50″ N, 2° 14′ 01″ E / 41.4972911577245°N,2.23356129212093°E                                                        |                                                      |                                                                  | Modifica les dades a Wikidata |
|        | la Nau                                     | masia                                                                | Sant Fost de Campsentelles |                      |                      | 41° 30′ 30″ N, 2° 15′ 05″ E / 41.5081997405684°N,2.2514427522309°E                                                         |                                                      |                                                                  | Modifica les dades a Wikidata |
|        | Mas Corts de la Nau                        | masia                                                                | Sant Fost de Campsentelles |                      |                      | 41° 30′ 03″ N, 2° 15′ 23″ E / 41.5008631336904°N,2.25628387343524°E                                                        |                                                      |                                                                  | Modifica les dades a Wikidata |
|        | Mas Llombart                               | masia                                                                | Sant Fost de Campsentelles |                      |                      | 41° 30′ 08″ N, 2° 14′ 23″ E / 41.502233°N,2.23971°E                                                                        | bé integrant del patrimoni cultural català           |                                                                  | Modifica les dades a Wikidata |
|        | Ca n'Oliveres                              | masia                                                                | Santa Maria de Martorelles |                      |                      | 41° 31′ 38″ N, 2° 15′ 35″ E / 41.527222619645°N,2.25969782258861°E                                                         |                                                      |                                                                  | Modifica les dades a Wikidata |
|        | Cal Mariano                                | masia                                                                | Santa Maria de Martorelles |                      |                      | 41° 31′ 33″ N, 2° 15′ 31″ E / 41.5258100138606°N,2.25853929481118°E                                                        |                                                      |                                                                  | Modifica les dades a Wikidata |
|        | Cal Pep                                    | masia                                                                | Santa Maria de Martorelles |                      |                      | 41° 31′ 05″ N, 2° 15′ 22″ E / 41.5179493461071°N,2.25617218481604°E                                                        |                                                      |                                                                  | Modifica les dades a Wikidata |
|        | Cal Ros                                    | masia                                                                | Santa Maria de Martorelles |                      |                      | 41° 31′ 20″ N, 2° 15′ 57″ E / 41.5221734949543°N,2.26593981846733°E                                                        |                                                      |                                                                  | Modifica les dades a Wikidata |
|        | Can Bernades                               | masia                                                                | Santa Maria de Martorelles |                      |                      | 41° 31′ 27″ N, 2° 15′ 22″ E / 41.5242540859065°N,2.25611196748766°E                                                        |                                                      |                                                                  | Modifica les dades a Wikidata |
|        | Can Coll                                   | masia                                                                | Santa Maria de Martorelles |                      |                      | 41° 31′ 14″ N, 2° 15′ 07″ E / 41.520494°N,2.25187°E                                                                        | bé integrant del patrimoni cultural català           |                                                                  | Modifica les dades a Wikidata |
|        | Can Girona                                 | masia                                                                | Santa Maria de Martorelles |                      |                      | 41° 31′ 30″ N, 2° 15′ 38″ E / 41.524958099867°N,2.2605545186261°E                                                          |                                                      |                                                                  | Modifica les dades a Wikidata |
|        | Can Guillemí / Manso Lloret / Mas Mascaró  | masia casa                                                           | Santa Maria de Martorelles |                      |                      | 41° 31′ 09″ N, 2° 15′ 17″ E / 41.519100189208984°N,2.254642963409424°E 41° 31′ 08″ N, 2° 15′ 17″ E / 41.51898°N,2.25465°E  |                                                      |                                                                  | Modifica les dades a Wikidata |
|        | Can Matons                                 | masia                                                                | Santa Maria de Martorelles |                      |                      | 41° 31′ 33″ N, 2° 15′ 02″ E / 41.525728°N,2.250564°E                                                                       | bé integrant del patrimoni cultural català           |                                                                  | Modifica les dades a Wikidata |
|        | Can Pere Miqueló                           | masia                                                                | Santa Maria de Martorelles |                      |                      | 41° 31′ 32″ N, 2° 15′ 08″ E / 41.52562°N,2.25214°E                                                                         |                                                      |                                                                  | Modifica les dades a Wikidata |
|        | Can Roda                                   | masia                                                                | Santa Maria de Martorelles |                      |                      | 41° 31′ 21″ N, 2° 14′ 42″ E / 41.522593°N,2.245036°E                                                                       |                                                      |                                                                  | Modifica les dades a Wikidata |
|        | Can Rosanes / Can Roscatlló                | masia                                                                | Santa Maria de Martorelles |                      |                      | 41° 31′ 25″ N, 2° 15′ 48″ E / 41.52361°N,2.26331°E                                                                         |                                                      |                                                                  | Modifica les dades a Wikidata |
|        | Can Santpere                               | masia                                                                | Santa Maria de Martorelles |                      |                      | 41° 31′ 08″ N, 2° 16′ 21″ E / 41.518926°N,2.2725°E                                                                         |                                                      |                                                                  | Modifica les dades a Wikidata |
|        | Masia de Can Guillemí / Can Gallemí        | masia                                                                | Santa Maria de Martorelles |                      |                      | 41° 31′ 07″ N, 2° 15′ 35″ E / 41.5186°N,2.25964°E                                                                          |                                                      |                                                                  | Modifica les dades a Wikidata |
|        | Ca l'Agustí                                | masia                                                                | Vallromanes                |                      |                      | 41° 32′ 09″ N, 2° 17′ 44″ E / 41.5357984344475°N,2.29568354889265°E                                                        |                                                      |                                                                  | Modifica les dades a Wikidata |
|        | Ca l'Agutzil                               | masia                                                                | Vallromanes                |                      |                      | 41° 31′ 30″ N, 2° 18′ 47″ E / 41.5251224171463°N,2.31316693081983°E                                                        |                                                      |                                                                  | Modifica les dades a Wikidata |
|        | Cal Burrech (o Bórrec)                     | masia                                                                | Vallromanes                |                      |                      | 41° 31′ 31″ N, 2° 19′ 03″ E / 41.5252°N,2.31737°E                                                                          |                                                      |                                                                  | Modifica les dades a Wikidata |
|        | Cal Cabrit                                 | masia                                                                | Vallromanes                |                      |                      | 41° 31′ 56″ N, 2° 18′ 34″ E / 41.532225300858°N,2.30950761901678°E                                                         |                                                      |                                                                  | Modifica les dades a Wikidata |
|        | Cal Marxant                                | masia                                                                | Vallromanes                |                      |                      | 41° 31′ 54″ N, 2° 18′ 11″ E / 41.5316098951484°N,2.30305310969917°E                                                        |                                                      |                                                                  | Modifica les dades a Wikidata |
|        | Can Balet                                  | masia                                                                | Vallromanes                |                      |                      | 41° 31′ 46″ N, 2° 18′ 31″ E / 41.529528°N,2.308663°E                                                                       | bé integrant del patrimoni cultural català           |                                                                  | Modifica les dades a Wikidata |
|        | Can Beco                                   | masia                                                                | Vallromanes                |                      |                      | 41° 31′ 42″ N, 2° 18′ 08″ E / 41.5283718971592°N,2.30233271242949°E                                                        |                                                      |                                                                  | Modifica les dades a Wikidata |
|        | Can Brutau Gros                            | masia                                                                | Vallromanes                |                      |                      | 41° 31′ 34″ N, 2° 17′ 43″ E / 41.5260595230656°N,2.29535768018492°E                                                        |                                                      |                                                                  | Modifica les dades a Wikidata |
|        | Can Bórrec                                 | masia                                                                | Vallromanes                |                      |                      | 41° 31′ 24″ N, 2° 19′ 01″ E / 41.5232536228671°N,2.31698612010467°E                                                        |                                                      |                                                                  | Modifica les dades a Wikidata |
|        | Can Cirera                                 | masia                                                                | Vallromanes                |                      |                      | 41° 31′ 29″ N, 2° 17′ 49″ E / 41.524763°N,2.296848°E                                                                       | bé cultural d'interès local                          |                                                                  | Modifica les dades a Wikidata |
|        | Can Colomer                                | masia                                                                | Vallromanes                |                      |                      | 41° 32′ 31″ N, 2° 17′ 09″ E / 41.541846°N,2.285933°E                                                                       | bé cultural d'interès local                          |                                                                  | Modifica les dades a Wikidata |
|        | Can Corbera                                | masia                                                                | Vallromanes                |                      |                      | 41° 31′ 47″ N, 2° 16′ 42″ E / 41.5297554834073°N,2.27840425014659°E                                                        |                                                      |                                                                  | Modifica les dades a Wikidata |
|        | Can Fuster                                 | masia                                                                | Vallromanes                |                      |                      | 41° 31′ 48″ N, 2° 19′ 27″ E / 41.53001°N,2.3243°E                                                                          |                                                      |                                                                  | Modifica les dades a Wikidata |
|        | Can Gallemí                                | masia                                                                | Vallromanes                |                      |                      | 41° 31′ 08″ N, 2° 19′ 28″ E / 41.5189652469785°N,2.32446177776704°E                                                        |                                                      |                                                                  | Modifica les dades a Wikidata |
|        | Can Genís Paret                            | masia                                                                | Vallromanes                | 245                  |                      | 41° 31′ 25″ N, 2° 18′ 29″ E / 41.523671°N,2.307998°E                                                                       |                                                      | Can Genís Paret                                                  | Modifica les dades a Wikidata |
|        | Can Ginestet                               | masia                                                                | Vallromanes                |                      |                      | 41° 31′ 46″ N, 2° 17′ 22″ E / 41.52939°N,2.28942°E                                                                         |                                                      |                                                                  | Modifica les dades a Wikidata |
|        | Can Gordi                                  | masia                                                                | Vallromanes                |                      |                      | 41° 31′ 08″ N, 2° 17′ 50″ E / 41.5189092876944°N,2.29708914513596°E                                                        |                                                      |                                                                  | Modifica les dades a Wikidata |
|        | Can Guiu                                   | masia                                                                | Vallromanes                |                      |                      | 41° 31′ 46″ N, 2° 18′ 33″ E / 41.5295032467364°N,2.30920093666557°E                                                        |                                                      |                                                                  | Modifica les dades a Wikidata |
|        | Can Gurguí                                 | masia                                                                | Vallromanes                | 337                  |                      | 41° 31′ 16″ N, 2° 19′ 14″ E / 41.521096°N,2.320582°E                                                                       | bé integrant del patrimoni cultural català           | Can Gurguí (Vallromanes)                                         | Modifica les dades a Wikidata |
|        | Can Gurguí Xic                             | masia                                                                | Vallromanes                |                      |                      | 41° 31′ 20″ N, 2° 18′ 49″ E / 41.5222969392213°N,2.31364026939558°E                                                        |                                                      |                                                                  | Modifica les dades a Wikidata |
|        | Can Lairet                                 | masia                                                                | Vallromanes                |                      |                      | 41° 31′ 28″ N, 2° 18′ 52″ E / 41.5243469803306°N,2.31454150963471°E                                                        |                                                      |                                                                  | Modifica les dades a Wikidata |
|        | Can Liro                                   | masia                                                                | Vallromanes                |                      |                      | 41° 31′ 53″ N, 2° 16′ 53″ E / 41.53143°N,2.28135°E                                                                         |                                                      |                                                                  | Modifica les dades a Wikidata |
|        | Can Lledó                                  | masia                                                                | Vallromanes                |                      |                      | 41° 31′ 55″ N, 2° 17′ 36″ E / 41.5320016422532°N,2.29344717144523°E                                                        |                                                      |                                                                  | Modifica les dades a Wikidata |
|        | Can Martí de Dalt                          | masia                                                                | Vallromanes                |                      |                      | 41° 31′ 33″ N, 2° 19′ 23″ E / 41.5257847126862°N,2.32308436856132°E                                                        |                                                      |                                                                  | Modifica les dades a Wikidata |
|        | Can Matagalls                              | masia                                                                | Vallromanes                |                      |                      | 41° 31′ 40″ N, 2° 18′ 31″ E / 41.5276446865241°N,2.30869330685832°E                                                        |                                                      |                                                                  | Modifica les dades a Wikidata |
|        | Can Maura                                  | masia                                                                | Vallromanes                |                      |                      | 41° 31′ 30″ N, 2° 18′ 33″ E / 41.5249903583057°N,2.30916503937752°E                                                        |                                                      |                                                                  | Modifica les dades a Wikidata |
|        | Can Mayoles                                | masia                                                                | Vallromanes                |                      |                      | 41° 31′ 35″ N, 2° 17′ 26″ E / 41.526372°N,2.29049°E                                                                        | bé integrant del patrimoni cultural català           |                                                                  | Modifica les dades a Wikidata |
|        | Can Mitjans                                | masia                                                                | Vallromanes                |                      |                      | 41° 31′ 44″ N, 2° 17′ 18″ E / 41.5289521660283°N,2.28825418780542°E                                                        |                                                      |                                                                  | Modifica les dades a Wikidata |
|        | Can Palauet                                | masia                                                                | Vallromanes                |                      |                      | 41° 31′ 53″ N, 2° 18′ 24″ E / 41.5313339760301°N,2.30658026738844°E                                                        |                                                      |                                                                  | Modifica les dades a Wikidata |
|        | Can Passeres                               | masia                                                                | Vallromanes                |                      |                      | 41° 31′ 38″ N, 2° 18′ 21″ E / 41.5272129755656°N,2.30580920392029°E                                                        |                                                      |                                                                  | Modifica les dades a Wikidata |
|        | Can Pau Carló                              | masia                                                                | Vallromanes                |                      |                      | 41° 31′ 21″ N, 2° 18′ 27″ E / 41.5223870417213°N,2.30763462600408°E                                                        |                                                      |                                                                  | Modifica les dades a Wikidata |
|        | Can Pet                                    | masia                                                                | Vallromanes                |                      |                      | 41° 31′ 25″ N, 2° 18′ 15″ E / 41.5235107198277°N,2.30427866022974°E                                                        |                                                      |                                                                  | Modifica les dades a Wikidata |
|        | Can Pirrot                                 | masia                                                                | Vallromanes                |                      |                      | 41° 32′ 01″ N, 2° 17′ 50″ E / 41.5336637826999°N,2.29716917990482°E                                                        |                                                      |                                                                  | Modifica les dades a Wikidata |
|        | Can Poal                                   | masia                                                                | Vallromanes                |                      |                      | 41° 31′ 55″ N, 2° 17′ 55″ E / 41.531809°N,2.298702°E                                                                       | bé cultural d'interès local                          | Can Poal                                                         | Modifica les dades a Wikidata |
|        | Can Poc-esmorzar                           | masia                                                                | Vallromanes                |                      |                      | 41° 31′ 18″ N, 2° 17′ 57″ E / 41.5217675616108°N,2.29904777281983°E                                                        |                                                      |                                                                  | Modifica les dades a Wikidata |
|        | Can Pona                                   | masia                                                                | Vallromanes                |                      |                      | 41° 31′ 12″ N, 2° 18′ 29″ E / 41.5200204272025°N,2.30801940121658°E                                                        |                                                      |                                                                  | Modifica les dades a Wikidata |
|        | Can Pont                                   | masia                                                                | Vallromanes                |                      |                      | 41° 31′ 42″ N, 2° 17′ 44″ E / 41.5284656414518°N,2.29554732928323°E                                                        |                                                      |                                                                  | Modifica les dades a Wikidata |
|        | Can Raspall                                | masia                                                                | Vallromanes                |                      |                      | 41° 31′ 40″ N, 2° 19′ 27″ E / 41.52764°N,2.32419°E                                                                         |                                                      |                                                                  | Modifica les dades a Wikidata |
|        | Can Ratat                                  | masia                                                                | Vallromanes                |                      |                      | 41° 31′ 21″ N, 2° 18′ 41″ E / 41.5224901232029°N,2.31130106886549°E                                                        |                                                      |                                                                  | Modifica les dades a Wikidata |
|        | Can Rei                                    | masia                                                                | Vallromanes                |                      |                      | 41° 32′ 25″ N, 2° 18′ 18″ E / 41.5403851988534°N,2.30490107126659°E                                                        |                                                      |                                                                  | Modifica les dades a Wikidata |
|        | Can Ribó                                   | masia                                                                | Vallromanes                |                      |                      | 41° 31′ 22″ N, 2° 18′ 04″ E / 41.5229063877861°N,2.30116890232206°E                                                        |                                                      |                                                                  | Modifica les dades a Wikidata |
|        | Can Roig                                   | masia                                                                | Vallromanes                |                      |                      | 41° 31′ 34″ N, 2° 18′ 19″ E / 41.5260483547063°N,2.30536618170242°E                                                        |                                                      |                                                                  | Modifica les dades a Wikidata |
|        | Can Roig Cerdà                             | masia                                                                | Vallromanes                |                      |                      | 41° 31′ 06″ N, 2° 18′ 17″ E / 41.5183783909824°N,2.30458530784565°E                                                        |                                                      |                                                                  | Modifica les dades a Wikidata |
|        | Can Sala Gros                              | masia                                                                | Vallromanes                |                      |                      | 41° 31′ 40″ N, 2° 18′ 38″ E / 41.5276646305774°N,2.31051502513787°E                                                        |                                                      |                                                                  | Modifica les dades a Wikidata |
|        | Can Sala Xic                               | masia                                                                | Vallromanes                |                      |                      | 41° 31′ 43″ N, 2° 18′ 53″ E / 41.5287261975169°N,2.31481892344811°E                                                        |                                                      |                                                                  | Modifica les dades a Wikidata |
|        | Can Saleta                                 | masia                                                                | Vallromanes                |                      |                      | 41° 31′ 51″ N, 2° 18′ 18″ E / 41.5308102435095°N,2.30487172444149°E                                                        |                                                      |                                                                  | Modifica les dades a Wikidata |
|        | Can Serra                                  | masia                                                                | Vallromanes                |                      |                      | 41° 31′ 29″ N, 2° 18′ 13″ E / 41.5247044101317°N,2.30357069465848°E                                                        |                                                      |                                                                  | Modifica les dades a Wikidata |
|        | Can Tià                                    | masia                                                                | Vallromanes                |                      |                      | 41° 32′ 19″ N, 2° 18′ 17″ E / 41.538744668528°N,2.3047542262982°E                                                          |                                                      |                                                                  | Modifica les dades a Wikidata |
|        | Can Tormo                                  | masia                                                                | Vallromanes                |                      |                      | 41° 31′ 52″ N, 2° 17′ 11″ E / 41.5309757221688°N,2.28630210173942°E                                                        |                                                      |                                                                  | Modifica les dades a Wikidata |
|        | Can Tàvec                                  | masia                                                                | Vallromanes                |                      |                      | 41° 31′ 48″ N, 2° 18′ 50″ E / 41.5300356820363°N,2.3138821204888°E                                                         |                                                      |                                                                  | Modifica les dades a Wikidata |
|        | Can Viló                                   | masia                                                                | Vallromanes                |                      |                      | 41° 31′ 40″ N, 2° 19′ 04″ E / 41.5279148202906°N,2.31772820146426°E                                                        |                                                      |                                                                  | Modifica les dades a Wikidata |
|        | Can Vinardell                              | masia                                                                | Vallromanes                |                      |                      | 41° 31′ 52″ N, 2° 16′ 52″ E / 41.5309877535768°N,2.28100371956789°E                                                        |                                                      |                                                                  | Modifica les dades a Wikidata |
|        | el Botet                                   | masia                                                                | Vallromanes                |                      |                      | 41° 31′ 29″ N, 2° 17′ 24″ E / 41.5247302693501°N,2.29012230506685°E                                                        |                                                      |                                                                  | Modifica les dades a Wikidata |
|        | el Raspall                                 | masia                                                                | Vallromanes                |                      |                      | 41° 31′ 33″ N, 2° 19′ 24″ E / 41.5258403051549°N,2.32334748227828°E                                                        |                                                      |                                                                  | Modifica les dades a Wikidata |
|        | la Ginesta                                 | masia                                                                | Vallromanes                |                      |                      | 41° 31′ 36″ N, 2° 17′ 26″ E / 41.5265339065736°N,2.29047416116814°E                                                        |                                                      |                                                                  | Modifica les dades a Wikidata |
|        | Mas Morera                                 | masia                                                                | Vallromanes                |                      |                      | 41° 31′ 55″ N, 2° 17′ 28″ E / 41.532023°N,2.291064°E                                                                       |                                                      |                                                                  | Modifica les dades a Wikidata |
|        | masoveria de Can Patatetes                 | masia                                                                | Vallromanes                |                      |                      | 41° 31′ 56″ N, 2° 18′ 52″ E / 41.53226°N,2.31457°E                                                                         |                                                      |                                                                  | Modifica les dades a Wikidata |
|        | Torre Capell                               | masia                                                                | Vallromanes                |                      |                      | 41° 31′ 53″ N, 2° 17′ 06″ E / 41.5313105317012°N,2.28509971653017°E                                                        |                                                      |                                                                  | Modifica les dades a Wikidata |
|        | Torre Tavernera                            | masia casa pairal                                                    | Vallromanes                |                      |                      | 41° 31′ 54″ N, 2° 17′ 06″ E / 41.531688°N,2.28487°E                                                                        | bé integrant del patrimoni cultural català           | Torre Tavernera                                                  | Modifica les dades a Wikidata |
|        | Vista Hermosa                              | masia                                                                | Vallromanes                |                      |                      | 41° 31′ 29″ N, 2° 17′ 52″ E / 41.5246055753893°N,2.29768671783346°E                                                        |                                                      |                                                                  | Modifica les dades a Wikidata |
|        | Ca l'Alegre                                | masia                                                                | Vilanova del Vallès        |                      |                      | 41° 32′ 42″ N, 2° 18′ 27″ E / 41.5451034167669°N,2.30762013833594°E                                                        |                                                      |                                                                  | Modifica les dades a Wikidata |
|        | Ca l'Ambròs Vell                           | masia                                                                | Vilanova del Vallès        |                      |                      | 41° 33′ 33″ N, 2° 18′ 05″ E / 41.5592888944298°N,2.30149661721487°E                                                        |                                                      |                                                                  | Modifica les dades a Wikidata |
|        | Ca L'ambrós Vell                           | masia                                                                | Vilanova del Vallès        |                      |                      | 41° 33′ 59″ N, 2° 18′ 05″ E / 41.56633°N,2.3013°E                                                                          |                                                      |                                                                  | Modifica les dades a Wikidata |
|        | Ca l'Anton                                 | masia                                                                | Vilanova del Vallès        | 100                  |                      | 41° 33′ 24″ N, 2° 17′ 35″ E / 41.5566616128733°N,2.29311869795429°E                                                        |                                                      | Ca l'Anton (Vilanova del Vallès)                                 | Modifica les dades a Wikidata |
|        | Ca l'Estevenet                             | masia                                                                | Vilanova del Vallès        |                      |                      | 41° 33′ 27″ N, 2° 17′ 51″ E / 41.557453564561°N,2.2974151547669°E                                                          |                                                      |                                                                  | Modifica les dades a Wikidata |
|        | Ca l'Estevet                               | masia                                                                | Vilanova del Vallès        |                      |                      | 41° 33′ 29″ N, 2° 18′ 15″ E / 41.5579540309225°N,2.30417321024828°E                                                        |                                                      |                                                                  | Modifica les dades a Wikidata |
|        | Ca la Ció Nou                              | masia                                                                | Vilanova del Vallès        |                      |                      | 41° 33′ 57″ N, 2° 17′ 48″ E / 41.5658972093249°N,2.29656809928214°E                                                        |                                                      |                                                                  | Modifica les dades a Wikidata |
|        | Ca la Doloretes                            | masia                                                                | Vilanova del Vallès        |                      |                      | 41° 33′ 28″ N, 2° 18′ 15″ E / 41.5576831042856°N,2.30405619702667°E                                                        |                                                      |                                                                  | Modifica les dades a Wikidata |
|        | Ca la Joana                                | masia                                                                | Vilanova del Vallès        | 114                  |                      | 41° 33′ 34″ N, 2° 18′ 14″ E / 41.5594662124108°N,2.30400108985681°E                                                        |                                                      | Ca la Joana de Sta. Quitèria                                     | Modifica les dades a Wikidata |
|        | Ca la Maria                                | masia                                                                | Vilanova del Vallès        | 106                  |                      | 41° 33′ 35″ N, 2° 18′ 11″ E / 41.5597579132107°N,2.30308654419149°E                                                        |                                                      | Ca la Maria (Vilanova del Vallès)                                | Modifica les dades a Wikidata |
|        | Ca la Pona                                 | masia                                                                | Vilanova del Vallès        |                      |                      | 41° 33′ 38″ N, 2° 17′ 14″ E / 41.560445°N,2.287227°E                                                                       | bé integrant del patrimoni cultural català           |                                                                  | Modifica les dades a Wikidata |
|        | Ca la Rosana                               | masia                                                                | Vilanova del Vallès        | 92                   |                      | 41° 33′ 27″ N, 2° 17′ 39″ E / 41.5574784017455°N,2.29411711630803°E                                                        |                                                      | Ca la Rosana                                                     | Modifica les dades a Wikidata |
|        | Ca la Rosona                               | masia                                                                | Vilanova del Vallès        |                      |                      | 41° 33′ 33″ N, 2° 18′ 00″ E / 41.5591894930442°N,2.29996268511497°E                                                        |                                                      |                                                                  | Modifica les dades a Wikidata |
|        | Ca la Rosàrio                              | masia                                                                | Vilanova del Vallès        | 91                   |                      | 41° 33′ 24″ N, 2° 17′ 32″ E / 41.5565744300728°N,2.29212433510357°E                                                        |                                                      | Ca la Rosàrio (Vilanova del Vallès)                              | Modifica les dades a Wikidata |
|        | Ca n'Esedro                                | masia                                                                | Vilanova del Vallès        |                      |                      | 41° 33′ 24″ N, 2° 18′ 06″ E / 41.556552534872°N,2.3018018905636°E                                                          |                                                      |                                                                  | Modifica les dades a Wikidata |
|        | Cal Beco                                   | masia                                                                | Vilanova del Vallès        |                      |                      | 41° 33′ 37″ N, 2° 18′ 23″ E / 41.5602281157114°N,2.30636740994675°E                                                        |                                                      |                                                                  | Modifica les dades a Wikidata |
|        | Cal Calçoner                               | masia                                                                | Vilanova del Vallès        |                      |                      | 41° 32′ 45″ N, 2° 19′ 25″ E / 41.5459554519333°N,2.32365335424884°E                                                        |                                                      |                                                                  | Modifica les dades a Wikidata |
|        | Cal Carlí                                  | masia                                                                | Vilanova del Vallès        |                      |                      | 41° 33′ 21″ N, 2° 17′ 38″ E / 41.5558557268844°N,2.29389494069703°E                                                        |                                                      |                                                                  | Modifica les dades a Wikidata |
|        | Cal Cerdà                                  | masia                                                                | Vilanova del Vallès        |                      |                      | 41° 33′ 21″ N, 2° 17′ 59″ E / 41.555747696233°N,2.29979596862295°E                                                         |                                                      |                                                                  | Modifica les dades a Wikidata |
|        | Cal Gavatx                                 | masia                                                                | Vilanova del Vallès        |                      |                      | 41° 32′ 57″ N, 2° 19′ 17″ E / 41.5492380049441°N,2.32125703775876°E                                                        |                                                      |                                                                  | Modifica les dades a Wikidata |
|        | Cal Llarg                                  | masia                                                                | Vilanova del Vallès        |                      |                      | 41° 33′ 23″ N, 2° 17′ 53″ E / 41.5565118902828°N,2.29808489741535°E                                                        |                                                      |                                                                  | Modifica les dades a Wikidata |
|        | Cal Maco                                   | masia                                                                | Vilanova del Vallès        |                      |                      | 41° 33′ 37″ N, 2° 19′ 02″ E / 41.5603747007224°N,2.31731493050015°E                                                        |                                                      |                                                                  | Modifica les dades a Wikidata |
|        | Cal Manco                                  | masia                                                                | Vilanova del Vallès        | 96                   |                      | 41° 33′ 26″ N, 2° 17′ 42″ E / 41.5571955583614°N,2.29499559805013°E                                                        |                                                      | Cal Manco (Vilanova del Vallès)                                  | Modifica les dades a Wikidata |
|        | Cal Notari de Pagès                        | masia                                                                | Vilanova del Vallès        |                      |                      | 41° 33′ 12″ N, 2° 16′ 58″ E / 41.5534538321047°N,2.28274533676597°E                                                        |                                                      |                                                                  | Modifica les dades a Wikidata |
|        | Cal Pigat                                  | masia                                                                | Vilanova del Vallès        |                      |                      | 41° 33′ 22″ N, 2° 17′ 38″ E / 41.5561701506575°N,2.29375961032423°E                                                        |                                                      |                                                                  | Modifica les dades a Wikidata |
|        | Cal Pinxo                                  | masia                                                                | Vilanova del Vallès        |                      |                      | 41° 33′ 13″ N, 2° 17′ 00″ E / 41.5536014526078°N,2.2833072897076°E                                                         |                                                      |                                                                  | Modifica les dades a Wikidata |
|        | Cal Sant                                   | masia                                                                | Vilanova del Vallès        |                      |                      | 41° 33′ 55″ N, 2° 18′ 02″ E / 41.5653453633656°N,2.30060384872101°E                                                        |                                                      |                                                                  | Modifica les dades a Wikidata |
|        | Cal Trempat                                | masia                                                                | Vilanova del Vallès        |                      |                      | 41° 33′ 01″ N, 2° 17′ 16″ E / 41.5503693449279°N,2.2878994074433°E                                                         |                                                      |                                                                  | Modifica les dades a Wikidata |
|        | Cal Vaquer                                 | masia                                                                | Vilanova del Vallès        |                      |                      | 41° 33′ 24″ N, 2° 17′ 39″ E / 41.5565327739893°N,2.29413939747591°E                                                        |                                                      |                                                                  | Modifica les dades a Wikidata |
|        | Cala Joana                                 | masia                                                                | Vilanova del Vallès        |                      |                      | 41° 34′ 13″ N, 2° 18′ 10″ E / 41.57033°N,2.30289°E                                                                         |                                                      |                                                                  | Modifica les dades a Wikidata |
|        | Can Bosc Vell                              | masia                                                                | Vilanova del Vallès        |                      |                      | 41° 33′ 16″ N, 2° 18′ 34″ E / 41.5543824341235°N,2.30936778510088°E                                                        |                                                      |                                                                  | Modifica les dades a Wikidata |
|        | Can Catafal                                | masia                                                                | Vilanova del Vallès        |                      |                      | 41° 34′ 04″ N, 2° 18′ 09″ E / 41.5678245584788°N,2.30244814400677°E                                                        |                                                      |                                                                  | Modifica les dades a Wikidata |
|        | Can Catafalet                              | masia                                                                | Vilanova del Vallès        |                      |                      | 41° 32′ 46″ N, 2° 19′ 53″ E / 41.5460723809229°N,2.33132560160258°E                                                        |                                                      |                                                                  | Modifica les dades a Wikidata |
|        | Can Cebrià del Pla                         | masia                                                                | Vilanova del Vallès        |                      |                      | 41° 32′ 53″ N, 2° 17′ 31″ E / 41.5481610070706°N,2.29202427778172°E                                                        |                                                      |                                                                  | Modifica les dades a Wikidata |
|        | Can Cerdà                                  | masia                                                                | Vilanova del Vallès        |                      |                      | 41° 33′ 21″ N, 2° 18′ 08″ E / 41.5557170230613°N,2.30215863797665°E                                                        |                                                      |                                                                  | Modifica les dades a Wikidata |
|        | Can Colomer                                | masia                                                                | Vilanova del Vallès        |                      |                      | 41° 33′ 37″ N, 2° 17′ 15″ E / 41.5603102568563°N,2.28739453439424°E                                                        |                                                      |                                                                  | Modifica les dades a Wikidata |
|        | Can Congostell                             | masia                                                                | Vilanova del Vallès        | 115                  |                      | 41° 34′ 17″ N, 2° 18′ 22″ E / 41.571359°N,2.306034°E                                                                       | bé integrant del patrimoni cultural català           | Can Congostell                                                   | Modifica les dades a Wikidata |
|        | Can Cristòfol                              | masia                                                                | Vilanova del Vallès        |                      |                      | 41° 34′ 22″ N, 2° 17′ 27″ E / 41.5727351824856°N,2.29094036568415°E                                                        |                                                      |                                                                  | Modifica les dades a Wikidata |
|        | Can Crivillers                             | masia                                                                | Vilanova del Vallès        |                      |                      | 41° 33′ 10″ N, 2° 17′ 18″ E / 41.552885°N,2.288258°E                                                                       | bé integrant del patrimoni cultural català           |                                                                  | Modifica les dades a Wikidata |
|        | Can Cucut                                  | masia                                                                | Vilanova del Vallès        |                      |                      | 41° 32′ 41″ N, 2° 19′ 38″ E / 41.5446885138254°N,2.3272514282901°E                                                         |                                                      |                                                                  | Modifica les dades a Wikidata |
|        | Can Domènec                                | masia                                                                | Vilanova del Vallès        | 117                  |                      | 41° 33′ 33″ N, 2° 18′ 15″ E / 41.5590623625559°N,2.30424526669539°E                                                        |                                                      | Can Domènec (Vilanova del Vallès)                                | Modifica les dades a Wikidata |
|        | Can Duli                                   | masia                                                                | Vilanova del Vallès        |                      |                      | 41° 32′ 38″ N, 2° 18′ 17″ E / 41.5439424198635°N,2.3047910385244°E                                                         |                                                      |                                                                  | Modifica les dades a Wikidata |
|        | Can Farigola                               | masia                                                                | Vilanova del Vallès        |                      |                      | 41° 33′ 39″ N, 2° 17′ 25″ E / 41.5609°N,2.29025°E                                                                          |                                                      |                                                                  | Modifica les dades a Wikidata |
|        | Can Floreta                                | masia                                                                | Vilanova del Vallès        |                      |                      | 41° 33′ 42″ N, 2° 18′ 21″ E / 41.5617195362907°N,2.30573983431325°E                                                        |                                                      |                                                                  | Modifica les dades a Wikidata |
|        | Can Florèncio                              | masia                                                                | Vilanova del Vallès        | 111                  |                      | 41° 33′ 33″ N, 2° 18′ 08″ E / 41.5590956250703°N,2.30230217510098°E                                                        |                                                      | Can Florèncio                                                    | Modifica les dades a Wikidata |
|        | Can Forns                                  | masia                                                                | Vilanova del Vallès        |                      |                      | 41° 32′ 52″ N, 2° 17′ 09″ E / 41.5477001070295°N,2.28595033587547°E                                                        |                                                      |                                                                  | Modifica les dades a Wikidata |
|        | Can Girona                                 | masia                                                                | Vilanova del Vallès        |                      |                      | 41° 33′ 07″ N, 2° 17′ 21″ E / 41.5520342150842°N,2.28911619630796°E                                                        |                                                      |                                                                  | Modifica les dades a Wikidata |
|        | Can Jara                                   | masia                                                                | Vilanova del Vallès        |                      |                      | 41° 33′ 13″ N, 2° 17′ 22″ E / 41.5536752830707°N,2.28939799506075°E                                                        |                                                      |                                                                  | Modifica les dades a Wikidata |
|        | Can Jep de la Mel                          | masia                                                                | Vilanova del Vallès        |                      |                      | 41° 32′ 53″ N, 2° 19′ 49″ E / 41.5480477988067°N,2.33026210311285°E                                                        |                                                      |                                                                  | Modifica les dades a Wikidata |
|        | Can Maimó                                  | masia                                                                | Vilanova del Vallès        | 167                  |                      | 41° 32′ 15″ N, 2° 18′ 43″ E / 41.537419°N,2.311828°E                                                                       | bé integrant del patrimoni cultural català           | Can Maimó (Vilanova del Vallès)                                  | Modifica les dades a Wikidata |
|        | Can Maltes del Pla                         | masia                                                                | Vilanova del Vallès        |                      |                      | 41° 32′ 47″ N, 2° 17′ 20″ E / 41.5465119329811°N,2.28898485407004°E                                                        |                                                      |                                                                  | Modifica les dades a Wikidata |
|        | Can Manel                                  | masia                                                                | Vilanova del Vallès        | 102                  |                      | 41° 33′ 37″ N, 2° 18′ 10″ E / 41.5603952073193°N,2.30271992412462°E                                                        |                                                      | Can Manel (Vilanova del Vallès)                                  | Modifica les dades a Wikidata |
|        | Can Marc                                   | masia                                                                | Vilanova del Vallès        |                      |                      | 41° 33′ 22″ N, 2° 17′ 53″ E / 41.5562227978025°N,2.29794412542634°E                                                        |                                                      |                                                                  | Modifica les dades a Wikidata |
|        | Can Marcel·lí                              | masia                                                                | Vilanova del Vallès        |                      |                      | 41° 33′ 53″ N, 2° 18′ 03″ E / 41.5645989029959°N,2.30079179675245°E                                                        |                                                      |                                                                  | Modifica les dades a Wikidata |
|        | Can Mariano Farigola                       | masia                                                                | Vilanova del Vallès        |                      |                      | 41° 33′ 40″ N, 2° 17′ 34″ E / 41.5609926436697°N,2.29287961942663°E                                                        |                                                      |                                                                  | Modifica les dades a Wikidata |
|        | Can Martori                                | masia                                                                | Vilanova del Vallès        | 95                   |                      | 41° 33′ 25″ N, 2° 17′ 39″ E / 41.5570110848619°N,2.29429008651238°E                                                        |                                                      | Can Martori (Vilanova del Vallès)                                | Modifica les dades a Wikidata |
|        | Can Martínez                               | masia                                                                | Vilanova del Vallès        |                      |                      | 41° 34′ 32″ N, 2° 18′ 06″ E / 41.5754400531724°N,2.30168248244685°E                                                        |                                                      |                                                                  | Modifica les dades a Wikidata |
|        | Can Mateu                                  | masia                                                                | Vilanova del Vallès        |                      |                      | 41° 32′ 35″ N, 2° 18′ 20″ E / 41.5430107188486°N,2.30562827441182°E                                                        |                                                      |                                                                  | Modifica les dades a Wikidata |
|        | Can Mateu del Pla                          | masia                                                                | Vilanova del Vallès        |                      |                      | 41° 32′ 52″ N, 2° 17′ 19″ E / 41.5476898066397°N,2.28864821654076°E                                                        |                                                      |                                                                  | Modifica les dades a Wikidata |
|        | Can Mular                                  | masia                                                                | Vilanova del Vallès        |                      |                      | 41° 33′ 24″ N, 2° 17′ 52″ E / 41.5567173602167°N,2.29780686403385°E                                                        |                                                      |                                                                  | Modifica les dades a Wikidata |
|        | Can Nadal                                  | masia                                                                | Vilanova del Vallès        |                      |                      | 41° 32′ 33″ N, 2° 19′ 07″ E / 41.5426103183637°N,2.31849691193847°E                                                        |                                                      |                                                                  | Modifica les dades a Wikidata |
|        | Can Palau                                  | masia edifici                                                        | Vilanova del Vallès        |                      |                      | 41° 32′ 35″ N, 2° 17′ 14″ E / 41.543096°N,2.287118°E                                                                       | bé integrant del patrimoni cultural català           |                                                                  | Modifica les dades a Wikidata |
|        | Can Patxitxo                               | masia                                                                | Vilanova del Vallès        |                      |                      | 41° 33′ 16″ N, 2° 18′ 24″ E / 41.5543309667872°N,2.30680219243481°E                                                        |                                                      |                                                                  | Modifica les dades a Wikidata |
|        | Can Pei                                    | masia                                                                | Vilanova del Vallès        |                      |                      | 41° 32′ 55″ N, 2° 19′ 39″ E / 41.5486718154142°N,2.32760581277489°E                                                        |                                                      |                                                                  | Modifica les dades a Wikidata |
|        | Can Pere Joana                             | masia                                                                | Vilanova del Vallès        | 110                  |                      | 41° 33′ 34″ N, 2° 18′ 12″ E / 41.5593271905963°N,2.30335500092185°E                                                        |                                                      | Can Pere Joana                                                   | Modifica les dades a Wikidata |
|        | Can Pere Ros                               | masia                                                                | Vilanova del Vallès        | 106                  |                      | 41° 33′ 38″ N, 2° 18′ 14″ E / 41.5606272773846°N,2.30385671438036°E                                                        |                                                      | Can Pere Ros (Vilanova del Vallès)                               | Modifica les dades a Wikidata |
|        | Can Pla                                    | masia                                                                | Vilanova del Vallès        |                      |                      | 41° 33′ 49″ N, 2° 17′ 01″ E / 41.5636651007544°N,2.28371179364232°E                                                        |                                                      |                                                                  | Modifica les dades a Wikidata |
|        | Can Puig                                   | masia                                                                | Vilanova del Vallès        |                      |                      | 41° 33′ 51″ N, 2° 17′ 55″ E / 41.5642526551541°N,2.29866075024763°E                                                        |                                                      |                                                                  | Modifica les dades a Wikidata |
|        | Can Rabassa                                | masia                                                                | Vilanova del Vallès        |                      |                      | 41° 32′ 31″ N, 2° 18′ 01″ E / 41.542042°N,2.30033°E                                                                        | bé integrant del patrimoni cultural català           |                                                                  | Modifica les dades a Wikidata |
|        | Can Rodes                                  | masia                                                                | Vilanova del Vallès        |                      |                      | 41° 33′ 21″ N, 2° 17′ 32″ E / 41.5557736477241°N,2.29226498013694°E                                                        |                                                      |                                                                  | Modifica les dades a Wikidata |
|        | Can Sanfont                                | masia                                                                | Vilanova del Vallès        |                      |                      | 41° 33′ 28″ N, 2° 16′ 59″ E / 41.557842°N,2.282927°E                                                                       | bé cultural d'interès local                          |                                                                  | Modifica les dades a Wikidata |
|        | Can Serralta                               | masia                                                                | Vilanova del Vallès        |                      |                      | 41° 33′ 39″ N, 2° 18′ 17″ E / 41.5609295773398°N,2.30469294703582°E                                                        |                                                      |                                                                  | Modifica les dades a Wikidata |
|        | Can Soldat                                 | masia                                                                | Vilanova del Vallès        |                      |                      | 41° 33′ 24″ N, 2° 18′ 23″ E / 41.5566162839296°N,2.30638204614589°E                                                        |                                                      |                                                                  | Modifica les dades a Wikidata |
|        | Can Tarumba                                | masia                                                                | Vilanova del Vallès        |                      |                      | 41° 33′ 24″ N, 2° 17′ 43″ E / 41.5566924338496°N,2.29520492542104°E                                                        |                                                      |                                                                  | Modifica les dades a Wikidata |
|        | Can Tatai                                  | masia                                                                | Vilanova del Vallès        |                      |                      | 41° 33′ 09″ N, 2° 18′ 03″ E / 41.5525026263889°N,2.30087420466078°E                                                        |                                                      |                                                                  | Modifica les dades a Wikidata |
|        | Can Titó                                   | masia                                                                | Vilanova del Vallès        | 107                  |                      | 41° 33′ 35″ N, 2° 18′ 14″ E / 41.5596816471658°N,2.30387885530162°E                                                        |                                                      | Can Titó (Vilanova del Vallès)                                   | Modifica les dades a Wikidata |
|        | Can Tomàs                                  | masia                                                                | Vilanova del Vallès        |                      |                      | 41° 33′ 13″ N, 2° 17′ 01″ E / 41.5536386748548°N,2.28349873733554°E                                                        |                                                      |                                                                  | Modifica les dades a Wikidata |
|        | Can Valerià                                | masia                                                                | Vilanova del Vallès        |                      |                      | 41° 32′ 36″ N, 2° 18′ 06″ E / 41.5432291418547°N,2.30153760065977°E                                                        |                                                      |                                                                  | Modifica les dades a Wikidata |
|        | Can Vellet                                 | masia                                                                | Vilanova del Vallès        | 96                   |                      | 41° 33′ 26″ N, 2° 17′ 43″ E / 41.5573240039303°N,2.29537794166566°E                                                        |                                                      | Can Vellet (Vilanova del Vallès)                                 | Modifica les dades a Wikidata |
|        | Can Vilassar                               | masia                                                                | Vilanova del Vallès        |                      |                      | 41° 32′ 32″ N, 2° 17′ 43″ E / 41.5421094944067°N,2.29518346417338°E                                                        |                                                      |                                                                  | Modifica les dades a Wikidata |
|        | Can Xirau                                  | masia edifici residencial                                            | Vilanova del Vallès        |                      |                      | 41° 33′ 12″ N, 2° 17′ 11″ E / 41.55347°N,2.28629°E 41° 33′ 13″ N, 2° 17′ 13″ E / 41.55364990234375°N,2.2868869304656982°E  |                                                      |                                                                  | Modifica les dades a Wikidata |
|        | Can Xumfleu                                | masia                                                                | Vilanova del Vallès        |                      |                      | 41° 33′ 23″ N, 2° 18′ 03″ E / 41.5562668423244°N,2.30073770697806°E                                                        |                                                      |                                                                  | Modifica les dades a Wikidata |
|        | el Sorret                                  | masia                                                                | Vilanova del Vallès        |                      |                      | 41° 33′ 55″ N, 2° 18′ 32″ E / 41.5652251371763°N,2.30902445890228°E                                                        |                                                      |                                                                  | Modifica les dades a Wikidata |
|        | la Casa Alta                               | masia                                                                | Vilanova del Vallès        |                      |                      | 41° 32′ 51″ N, 2° 18′ 00″ E / 41.54739°N,2.29993°E                                                                         | bé integrant del patrimoni cultural català           |                                                                  | Modifica les dades a Wikidata |
|        | la Casa Blanca                             | masia                                                                | Vilanova del Vallès        |                      |                      | 41° 32′ 51″ N, 2° 17′ 31″ E / 41.5474223108496°N,2.2920083567649°E                                                         |                                                      |                                                                  | Modifica les dades a Wikidata |
|        | la Casanova de Can Congostell              | masia                                                                | Vilanova del Vallès        |                      |                      | 41° 34′ 08″ N, 2° 18′ 13″ E / 41.5690122116143°N,2.30371872882787°E                                                        |                                                      |                                                                  | Modifica les dades a Wikidata |
|        | la Casilla                                 | masia                                                                | Vilanova del Vallès        |                      |                      | 41° 33′ 35″ N, 2° 18′ 03″ E / 41.5597171341595°N,2.30082043671182°E                                                        |                                                      |                                                                  | Modifica les dades a Wikidata |
|        | les Roquetes                               | masia                                                                | Vilanova del Vallès        |                      |                      | 41° 33′ 39″ N, 2° 18′ 31″ E / 41.5608991105212°N,2.30860283671361°E                                                        |                                                      |                                                                  | Modifica les dades a Wikidata |
|        | Mas Rosat                                  | masia                                                                | Vilanova del Vallès        |                      |                      | 41° 33′ 48″ N, 2° 18′ 10″ E / 41.5632230166471°N,2.30264155168392°E                                                        |                                                      |                                                                  | Modifica les dades a Wikidata |
|        | Masoveria de Can Bosc Nou                  | masia                                                                | Vilanova del Vallès        |                      |                      | 41° 33′ 21″ N, 2° 18′ 19″ E / 41.55573°N,2.3054°E                                                                          |                                                      |                                                                  | Modifica les dades a Wikidata |
|        | molí de Brama-sacs                         | masia edifici                                                        | Vilanova del Vallès        |                      |                      | 41° 33′ 28″ N, 2° 17′ 01″ E / 41.55787°N,2.28368°E                                                                         | bé integrant del patrimoni cultural català           |                                                                  | Modifica les dades a Wikidata |
|        | Torre Manolo                               | masia                                                                | Vilanova del Vallès        |                      |                      | 41° 33′ 22″ N, 2° 18′ 21″ E / 41.5560726254998°N,2.30584823537297°E                                                        |                                                      |                                                                  | Modifica les dades a Wikidata |